# Fűző

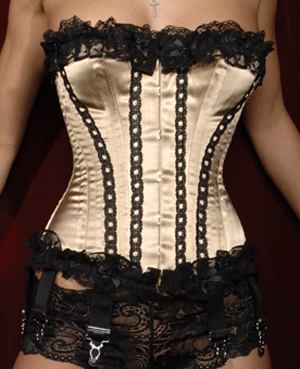
Félmelles óarany szatén fűző fekete csipkével

A fűző egy úgynevezett strukturális ruhanemű, amelynek nemcsak díszítő, hanem alakformáló szerepe is van. Alakformáló szerepét sokan tulajdonítják a közismert derékméret-csökkentő hatásának, azonban ennél több titkot rejt. Bevarrt merevítői kitűnő tartást biztosítanak, aminek köszönhetően nem rogyik be, nem gyűrődik össze még ott sem, ahol esetleg eláll a testtől. Így megfelelő alapot szolgáltat a külső ruha kívánt sziluettjének biztosításához. Erős szerkezetének köszönhetően, lehetőség van apró párnácskák bevarrására is, ha a viselője itt-ott nem lenne elég gömbölyű.

## A fűző története
A fűző története egészen az ókorig nyúlik vissza. Legalábbis, az ókori minószi civilizációhoz köthető az első lelet, amely a derék karcsúsítására és a mellek kihangsúlyozására szolgáló öltözéket ábrázol. Ezen kívül rengeteg példával találkozhatunk az ókori világban az alakformálásra, mind a görög, a római és azt egyiptomi birodalomban, illetve számos helyen azokon kívül is.
Ezt követően kisebb hézag keletkezett a divattörténelem dokumentálásában, így nincs információ arról, hogy a fűződivat miként alakult ezen időszak alatt, vagy hogy egyáltalán hordott-e valaki is fűzőt.
Legközelebb a XIII. században jelenik meg a fűző, és a XIV. században ismét divatba jön a testhez álló öltözet és a karcsúsított derék. A XV. században általánossá vált a francia nők körében a cotte viselése, mely egy szűk illeszkedésű alsó öltözék, amely karcsúsította a derekat, és megemelte a melleket. A fűző rohamos terjedését az is elősegítette, hogy Medici Katalin udvartartásában csak vékony derekú hölgyek maradhattak. A XVI. században gyorsan elterjedtek a fűzők Európa nagyobb országaiban. Az angol, a spanyol, az olasz és a német területeken kialakultak egyedi változatai.
A XIX. század sok változást hozott a fűzők világába. Általánossá vált a fűző viselése, ami a fűzőkészítés technikájának rohamos fejlődését hozta. Megjelent a zárócsat, így a fűzők hátul záródtak fűzéssel. 
A XX. század elején még jelentek meg újabb fűzők, de ezeket lassan leváltották a rugalmas anyagból készült alakformáló alsóneműk.

## A fűző mint ruhadarab
A fűző a több száz éves történelme során sokat változott, fejlődött, illetve alkalmazkodott a divat elvárásaihoz. Elsődleges rendeltetése a mellek alátámasztása volt, majd a merevítők alkalmazásának elterjedésével a derék és a hát tartását is biztosította. Sokan asszociálnak a fűzővel kapcsolatban a darázsderékra, ami tévhit, ui. néhány kivételtől eltekintve, akik pont ezáltal váltak híressé, nem ez volt az általános. Tény, hogy lehetőséget ad a derékméret csökkentésére, és a divat hóbortjainak megfelelően meg is jelentek az olyan típusú fűzők, melyek kifejezetten a derék tájékára fókuszáltak. Így vált a hőn áhított homokóraalak elérésének legkényelmesebb, leggyorsabb, vagy épp egyes estekben egyetlen módjává ez a ruhadarab. Ezt a formát tekintik a legnőiesebb alkatnak, amelynek látványa a férfiakat teljesen elbűvöli. A homokóraalkat jellemzője, hogy a mell- és csípőbőség közel azonos, és a derékbőség ennek a 65-70%-a.
Az alakformáláson túl sokkal szembetűnőbb, hogy a mell-, derék- és csípővonalat kecsesen ívelten köti össze, ami könnyed eleganciával, és esztétikus megjelenéssel ruházza fel viselőjét. Nem is beszélve arról, hogy azon hölgyek számára, akiket a természet jelentős bőséggel ajándékozott meg kebel terén, mennyivel kellenesebb az alátámasztás, mint amikor a melltartó mindezt átterheli a hátizmokra. Pont a melltartó feltalálásával szorult háttérbe a fűzőviselés, de nem tűnt el teljesen. Sokáig szexuális fetisizmussal és egyéb perverziókkal kapcsolták össze, főleg ahogy kikoptak az emberek emlékezetéből azok az idők, amikor hétköznapi dolognak számított ezen ruhadarab viselése, ezzel egyre több tévhit és fantazmagória vette át a tények helyét. Napjainkban lassan ismét kezd része lenni a ruhatáraknak, úgy is mint alkalmi öltözék, de egyesek már hétköznapi viseletként is hordják.
Már messze vagyunk a fűző fénykorától, amikor minden alkalomhoz más és más fűző illett. Létezett fűző lovagláshoz, terhesség idejére, utazáshoz, bálokhoz és mindennapi viselethez, sőt még férfiak számára is. A férfifűző azonban nem a nőies vonalak kiemelésére szolgált. Ezek elsősorban egyenes tartást hivatottak adni, de kellemes mellékhatásként a pocakot is kasírozzák. Minden kornak más volt a fűződivatja, így mára már rengeteg különféle szabású és stílusú fűző létezik, de a modern fűzők alapja a Roxey Ann Caplin – a Health and Beauty (magyarul: Egészség és szépség) című könyv szerzője – által megalkotott Caplin fűző. Caplin a XIX. század közepén fűzőkészítőként tevékenykedett Londonban. Roxey Ann Caplin olyan szabású fűzőt alkotott, amely a lehető legjobban idomul a női test anatómiai adottságaihoz, hogy a fűzőviselés valóban a nőiesség kiemeléséről szóljon, és ne arról, hogy a divat által diktált formába legyen bárki is belepréselve.

## A fűző szerkezete[22][23]

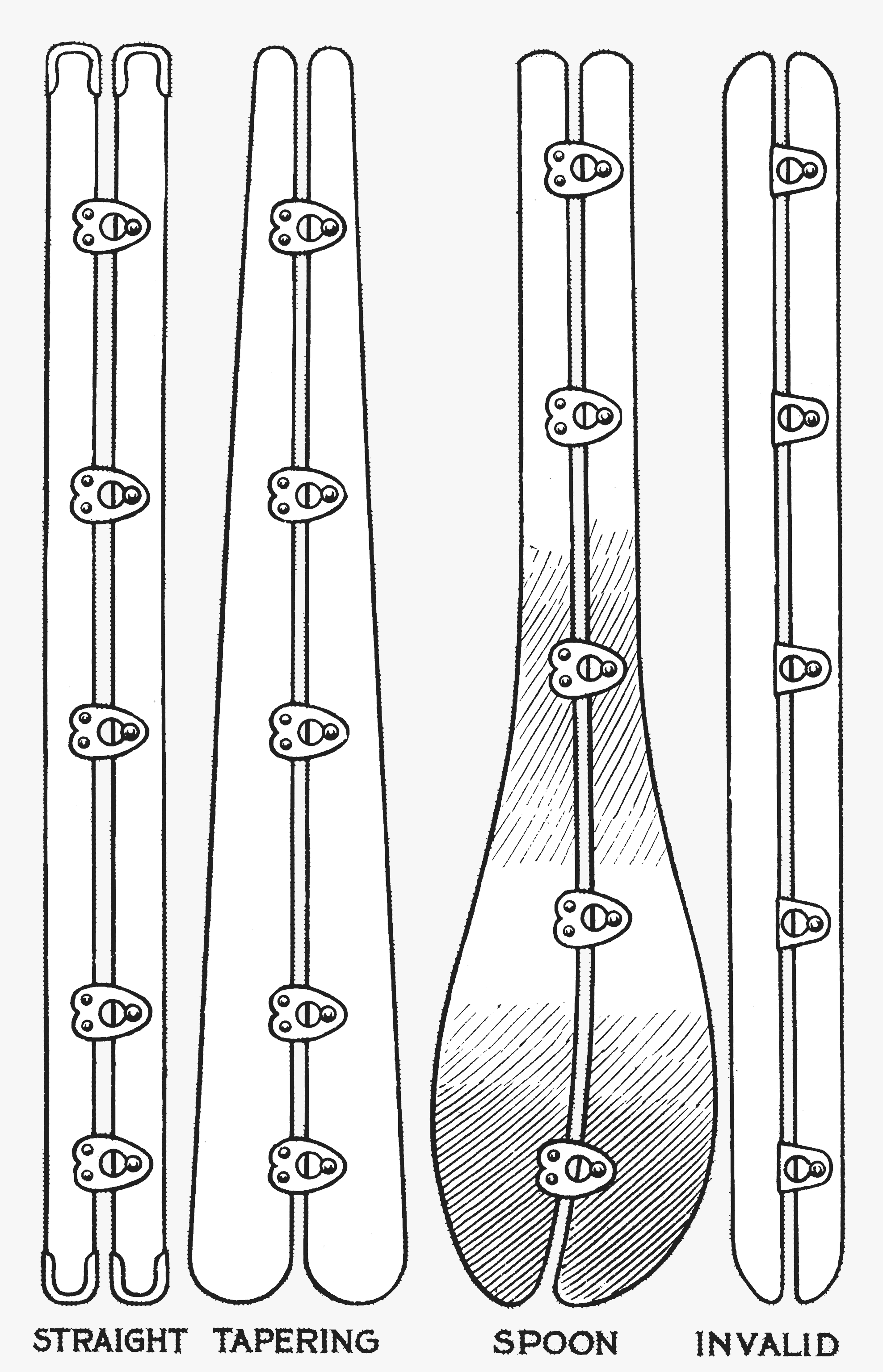
A fűzők különböző típusú zárócsatjai

A fűzők anyaga több réteg összevarrásával készül. A rétegszám általában 3 és 5 között mozog. A külső réteg dekorációs célú, a szép megjelenést hivatott szolgálni, míg a belső réteg a bélés, tipikusan pamutból készül a kényelmes viselés érdekében. A kettő között találhatóak a teherhordó rétegek. Ezek száma a kívánt fűzés szorosságától függ. Általános esetben elegendő egy réteg is, amely mindig sűrű szövésű, erős, durva vászonból, rendszerint csinvatvászonból készül, mely terhelés alatt sem nyúlik meg. Egyes fűzőkészítők pamutból készült vásznat használnak a fűző megerősítésére, és elhagyják a bélést. Így ezek a fűzők már csak két szövetrétegből állnak. A divatfűzők többsége csak egy anyagrétegből készülnek, a külsőből. A minőségi divatfűzőkben előfordulhat bélés is, de megerősítést biztosító teherhordó réteg nincs, mivel nem alakformálás céljára készülnek, hanem csak dekoratív kiegészítők.
Újabban megjelentek a kifejezetten nyári fűzők, amelyek anyaga egy réteg nagyon erős háló.
A rétegek összevarrásakor apró csatornákat alakítanak ki, vagy ahol ez nem lehetséges, ott apró csatornákat varrnak rá a fűzőre a hosszanti merevítők számára. Ezek régies nevükön halcsontmerevítők. A név abból ered, hogy a régi fűzők merevítői kikészített bálnaszilából készültek. A bálnahalászat visszaszorulásával ezek helyét új anyagok vették át. Napjainkban a merevítők rozsdamentes acélból készülnek, míg a divatfűzők merevítői tipikusan műanyagból. A jó minőségű fűzőkben többféle rugalmas acélmerevítő található, a fűző stabilitását szolgálandó. Ezáltal válnak a fűzők terhelhetővé, és még több év rendeltetésszerű használat után is tökéletes tartást biztosítanak. 
A spirálmerevítők leginkább egy lelapított csavarrugóra hasonlítanak. Minden irányban hajlíthatóak, ezeknek köszönhető, hogy szabadon lehet mozogni fűzőben. A konfekcióméretekben gyártott fűzőkben általában tíz spirálmerevítő található, de az egyedi rendelésre készített fűzők esetében a számuk elérheti a 24-et is, vagy kívánság szerint még több. A merevítők másik csoportja az egyenes merevítők, melyek a fűző hátoldalát merevítik. A fűzőlyukak sora mellé varrják be kétoldalt ezeket, azaz négy egyenes merevítőt minden fűzőbe. Ezek tulajdonképpen laprugók, így csak előre és hátra hajlíthatók, oldalirányban egyenesben tartják a fűzősort.
A fűző elöl egy zárócsattal záródik, amin a fűző hosszától függően 3-8 kapocs és kapocsnyílás található. Az elülső zárócsat (busk/Vorderschließe) a fűzők elejét hivatott stabilizálni. Napjainkban három típusuk használatos.
- kanálformájú zárócsat, amely alul kanálszerűen kiterebélyesedik, és itt általában enyhén meg is van hajlítva, hogy jobban illeszkedjen a hashoz, ezzel jobban megtámasztva azt. Jellegzetesen erős fűzés céljára készült fűzőkben használják.
- kúp vagy trapéz alakú zárócsat, melynek laprugója lentről felfelé keskenyedik. Szintén a has jobb megtámasztását szolgálja.
- egyenes zárócsat, amelynek mindkét lapja végig párhuzamosan halad. A legelterjedtebb zárócsat típus. Készülhet ½, ¾ és 1 hüvelyk széles lapokkal. A zárócsat alá acél alátét kerülhet, mintegy második laprugó, amennyiben erősítésre lenne szükség.

A derékszalag egy 1 hüvelyk széles rendkívül erős szalag, mely a fűző derékvonalába van bevarrva belülről. Egyes fűzők esetén ez legbelül található és látható, míg a komolyabb alakformáló fűzők esetén a bélés alá kerül. A fűző további szerkezeti megerősítését szolgálja.
A hátpanel a fűzőrész alatt található anyagdarab. Nem minden fűzőhöz tartozék, de ha van akkor az nagyon jó. Esztétikusabb megjelenést biztosít, ha nem tudjuk teljesen összezárni a fűzőt, illetve védi a hátat a fűzőzsinórtól, kidörzsölődéstől.
A fűzőzsinór nagyjából 5–6 méter hosszú, erős bakancsfűzőre hasonlító zsinór. A fűző állíthatóságát, könnyebb fel- és levételét hivatott segíteni.

## Fűzőtípusok
Hosszukat tekintve az alábbi alapszabás-formában léteznek fűzők:
- derékfűzők (18–25 cm), kifejezetten a derékrész megformálására készített fűző, mint egy széles öv.
- mell alatti fűzők (28–33 cm), amely már kiterjed a csípő felé is, megtámasztva a derékrészt; tartást biztosít, de a felső éle véget ér a mellek alatt. Így melltartóval kombinálva lehet hordani. Gyakran szokták ruha, illetve blúz felett is hordani.
- félmelles fűzők (33–37 cm), amely már megtartja a melleket is, kiváltva a melltartó funkcióját. Inkább fehérneműként szokás hordani.
- mellet eltakaró fűzők (33–45 cm) teljes takarást biztosítanak a melleknek, így akár önálló felsőruházatként is hordható.
- hosszított szabású fűzők  (42–50 cm) a mellet eltakaró fűzők lefelé hosszított változata, melyek jobban kiterjednek a csípő irányába, kihangsúlyozva azt is.

Mindegyik típust lehet felsőruházatként hordani. Mellet eltakaró és félmelles fűzőket blúz, top helyett szokás viselni, ritkán ezek felett is. A mell alatti és a derékfűzőket egyaránt lehet fehérneműként ruha alatt, vagy felsőruházatként blúz, szűk felső felett hordani.

## Fűzőméret
A fűzők méretezése a legbonyolultabb a ruhák közt. Azért olyan bonyolult, mert a fűzőnek tökéletesen illeszkednie kell a viselőjéhez. Ezért a fűzőt mindig ajánlott méret alapján, egyedileg készíttetni. Természetesen készülnek konfekciódarabok is. Ezek méretmeghatározásánál a derékméretet veszik alapul. A feltüntetett méretszám általában az adott fűző legkisebb derékméretét – azaz teljesen zárt fűzősor esetén – adja hüvelykben. A méretsorban 2 hüvelykes – azaz 5,08 cm-es – lépésekben követik egymást a méretek. A fűzőt azonban nem kötelező koppanásig összehúzva hordani. A két fűzősor között lehet hézagot is hagyni, melynek ajánlott mértéke 2 – 7 cm. Így lehetőség nyílik a méret illesztésére a csípő- és mellbőséghez. Amiatt nem kell aggódni, hogy a hát emiatt nyitott maradna, mert ezt a hézagot a hátpanel eltakarja. Csak arra kell odafigyelni, hogy a két fűzősor egyenes és párhuzamos legyen. A méret kiválasztásánál azt is figyelembe kell venni, hogy milyen típusú fűzőről van szó. A konfekcióban készülő fűzőket három kategóriába lehet sorolni:
- Divatfűző – Műanyag merevítőkkel készül, amely főleg a fűzősor mentén jelent problémát, mert a derékméret-csökkentéssel járó terhelést nem képesek elviselni. Egyből meggörbülnek, megtörnek, szélsőséges esetben el is törhetnek. Ezek a fűzők csak arra szolgálnak, hogy dekoratívan körülöleljék a derekat, törzset, mindennemű alakformálás nélkül.
- Acélmerevítős fűző – Ezek a fűzők már erősebbek, és van tartásuk. Ezeknek a merevítői spirálrugóból készülnek, míg a fűzősor mellé laprugókat varrnak be. Ilyen fűzővel már el lehet érni 2 – 5 cm-es derékméret-csökkentést, de ennél nagyobb ilyen jellegű igénybevételnek kitenni már nem illendő.
- Alakformáló fűző – Az alakformáló fűzőt úgy lehet megkülönböztetni az acélmerevítőstől, hogy ahova az acélmerevítős fűzőbe be van varrva a spirálmerevítő, oda itt két spirálmerevítő van egymás mellé bevarrva, azaz duplán merevített. Sok esetben a kapocs és a fűzősor melletti merevítők is meg vannak erősítve. Így már 5 – 10 cm-es derékméret-csökkentést is el lehet érni.

A megfelelő méret kiválasztásánál nemcsak a derékméretet kell figyelembe venni, hanem a csípő- és mellbőséget is. Míg a derékméret bizonyos mértékben rugalmas, a másik kettő nem. 
Az alábbi táblázat nyújt segítséget a méretek közti eligazodáshoz (a feltüntetett méretek a fűző teljesen összefűzött állapotára vonatkoznak):
| Méret | Divatfűző        | Divatfűző      | Divatfűző      | Divatfűző      | Acélmerevítős / Alakformáló fűző | Acélmerevítős / Alakformáló fűző | Acélmerevítős / Alakformáló fűző | Acélmerevítős / Alakformáló fűző | Acélmerevítős / Alakformáló fűző | Acélmerevítős / Alakformáló fűző | Acélmerevítős / Alakformáló fűző |
| Méret | Saját Derékméret | A fűző méretei | A fűző méretei | A fűző méretei | Méret (hüvelyk)                  | Saját Derékméret                 | A fűző méretei                   | A fűző méretei                   | A fűző méretei                   | A fűző méretei                   | A fűző méretei                   |
| Méret | Saját Derékméret | Mellbőség      | Derékbőség     | Csípőbőség     | Méret (hüvelyk)                  | Saját Derékméret                 | Mellbőség                        | Mell alatt                       | Derékbőség                       | Csípőbőség                       | Csípőbőség (hosszított)          |
| ----- | ---------------- | -------------- | -------------- | -------------- | -------------------------------- | -------------------------------- | -------------------------------- | -------------------------------- | -------------------------------- | -------------------------------- | -------------------------------- |
| XXXS  |                  |                |                |                | 18’’                             | 55 – 59 cm                       | 70 cm                            | 61 cm                            | 46 cm                            | 77 cm                            | 86 cm                            |
| XXS   |                  |                |                |                | 20’’                             | 60 – 65 cm                       | 75 cm                            | 66 cm                            | 51 cm                            | 82 cm                            | 91 cm                            |
| XS    |                  |                |                |                | 22’’                             | 66 – 70 cm                       | 80 cm                            | 71 cm                            | 56 cm                            | 87 cm                            | 96 cm                            |
| S     | 55 – 58 cm       | 73 cm          | 55 cm          | 79 cm          | 24’’                             | 71 – 75 cm                       | 85 cm                            | 76 cm                            | 61 cm                            | 92 cm                            | 101 cm                           |
| M     | 63 – 66 cm       | 80 cm          | 63 cm          | 84 cm          | 26’’                             | 76 – 80 cm                       | 90 cm                            | 81 cm                            | 66 cm                            | 97 cm                            | 106 cm                           |
| L     | 68 – 71 cm       | 84 cm          | 68 cm          | 89 cm          | 28’’                             | 81 – 85 cm                       | 95 cm                            | 86 cm                            | 71 cm                            | 102 cm                           | 111 cm                           |
| XL    | 72 – 76 cm       | 89 cm          | 72 cm          | 94 cm          | 30’’                             | 86 – 90 cm                       | 100 cm                           | 91 cm                            | 76 cm                            | 107 cm                           | 116 cm                           |
| 2XL   | 78 – 81 cm       | 94 cm          | 78 cm          | 99 cm          | 32’’                             | 91 – 95 cm                       | 105 cm                           | 97 cm                            | 81 cm                            | 112 cm                           | 121 cm                           |
| 3XL   | 82 – 86 cm       | 99 cm          | 82 cm          | 104 cm         | 34’’                             | 96 – 100 cm                      | 110 cm                           | 102 cm                           | 86 cm                            | 117 cm                           | 126 cm                           |
| 4XL   | 88 – 91 cm       | 104 cm         | 88 cm          | 109 cm         | 36’’                             | 101 – 105 cm                     | 115 cm                           | 107 cm                           | 91 cm                            | 122 cm                           | 131 cm                           |
| 5XL   | 92 – 97 cm       | 109 cm         | 92 cm          | 115 cm         | 38’’                             | 106 – 110 cm                     | 120 cm                           | 112 cm                           | 96 cm                            | 128 cm                           | 136 cm                           |
| 6XL   | 98 – 103 cm      | 115 cm         | 98 cm          | 120 cm         | 40’’                             | 111 – 115 cm                     | 125 cm                           | 117 cm                           | 101 cm                           | 133 cm                           | 141 cm                           |
| 7XL   |                  |                |                |                | 42’’                             | 116 – 120 cm                     | 131 cm                           | 122 cm                           | 106 cm                           | 138 cm                           | 147 cm                           |
| 8XL   |                  |                |                |                | 44’’                             | 121 – 125 cm                     | 136 cm                           | 127 cm                           | 112 cm                           | 143 cm                           | 152 cm                           |
| 9XL   |                  |                |                |                | 46’’                             | 126 – 131 cm                     | 141 cm                           | 132 cm                           | 117 cm                           | 148 cm                           | 157 cm                           |
| 10XL  |                  |                |                |                | 48’’                             | 132 – 136 cm                     | 146 cm                           | 137 cm                           | 122 cm                           | 153 cm                           | 162 cm                           |

Mivel a méretek gyártótól és szabástól függően eltérhetnek, ezért a legjobb az, ha felkeresünk egy fűzőszalont, ahol szakértő segítséget kaphatunk a méretválasztáshoz, és fel is lehet próbálni ezeket a ruhadarabokat.

## A fűző betörése
Mikor először kezedbe veszel egy fűzőt, az első ami feltűnik, az a súlya. Egyből a lovagi időket idézi. Vastag, erős anyaga nem hagy kétséget, ez komoly cucc. Teljesen más, mint amivel idáig találkoztál. A második, amit észre fogsz venni, az a merevsége. A merevítői most jöttek a gyárból, teljesen újak, és egyenesek. Még nem járatta be senki őket, még nem idomultak hozzá senkihez sem. A fűző betörése erről szól, hogy lassan, finoman magadhoz idomítod a fűződet. Ha az új fűző hirtelen teljes igénybevételnek van kitéve, akkor károsodhat az anyag szerkezete, illetve nem kívánt módon eldeformálódhatnak a merevítői, ami később kényelmetlenné teheti a viselését. Ezért szól az első néhány hét a lassú összeszokásról. Ez abból áll, hogy először csak lazán meghúzva, naponta csak egy-két órát hordva, napról napra mindig csak egy picit szorosabbra húzva hagyjuk, hogy a fűző felvegye a formát, amit tartani fog.

## Edzés
A fűző egyik kellemes pozitívuma, hogy megtartja a hátat és a derekat, tehermentesítve az izmokat, melyek szintén ezt a tartást biztosították. Ellenben ez magában hordoz egy hátrányt is. Ugyanis a terheletlen izmok hajlamosak visszafejlődni, elgyengülnek, és szélsőséges esetekben el is sorvadhatnak. Ezért rendszeres fűzőviselés esetén, mint például ha napi rendszerességgel vagy hetente többször, naponta több órán át hord valaki fűzőt, akkor a problémát megelőzendő, különös gonddal oda kell figyelnie a has- és hátizmok edzésére is. Ez történhet core training, pilates vagy ezen izomcsoportra koncentráló funkcionális edzések által, de ha ilyenre nincs lehetőség, akkor legalább otthon legyenek átmozgatva ezek az izmok.
Az edzéseket illetően meg kell még említeni egy új területet, a fűző edzést. Ami azt illeti a fűzőben történő edzés nem új dolog, a 18. és 19. században a hölgyek nem váltak meg fűzőjüktől a testmozgás idejére sem, csak legfeljebb átcserélték másikra, de most nem erről lesz szó. Napjaink újdonsága a derékedző fűző. Viszont ez a fűző nagy mértékben eltér a hagyományos fűzőktől. Nem ad tartást, és meglepően hajlékony egy igazi fűzőhöz képest. Mivel rugalmas anyagból készül, így az alakformálása sem hatékony. Ezek gumiból vagy hasonló rugalmas anyagból készülnek. A bevarrt merevítők száma változó, van amelyikben nincs is. Amelyikben mégis van spirál merevítő, annak száma 4 és 25 között szokott változni. A funkciója úgy definiálható a legjobban, mintha ezek a hasizom edzéséhez készített expanderek lennének. Ha edzés közben viseljük, akkor a gyakorlatok végzése során az izmoknak le kell győzniük a fűző ellenállását is. Így nagyobb erőt kell kifejteniük, és hatékonyabb az edzés. Oda kell figyelni arra, hogy a derékedző fűző használata előtt, megfelelő erőnléti szintet kell elérni, nehogy az izmok pattanásig feszüljenek. A méret választásakor a cél az, hogy tökéletesen illeszkedjen. Ha túl laza, akkor elmozdul, félrecsúszik edzés közben, ha túl szoros, akkor mivel ez az előfeszítés nem a mozgás irányára történik, így nem jelent plusz hatást. A derékedző fűző erősségét a bevarrt merevítők száma adja.

## Tévhitek és mítoszok a fűző körül
Nincs még egy olyan ruhanemű, ami ennyi vitát váltott volna ki a társadalomban. A század elején a nők felszabadulásának, az emancipációnak a szimbóluma a fűző szó szerinti levetése lett. Ezt az ruhadarabot tűzték zászlajukra az emancipátorok, és a nők elnyomásának és szexuális kihasználásának eszközeként kígyót-békát kiáltottak rá. Objektív megközelítést elsőként Valerie Steel adott a "Corset: A cultural history" című könyvével, ami eddig csak angol nyelven jelent meg. Ebben megcáfolja azokat a tévhiteket, miszerint a fűző nem egy nő halálát okozta, és arra a következtetésre jut, hogy a nők nem kényszerből hordtak fűzőt, hanem mert kihangsúlyozta nőiességüket. Valerie Steel szerint rengeteg fűzővel kapcsolatos állítás leginkább a mitológia tárgykörébe sorolható, például hogy mennyire ártalmasak a fűzők ez egészségre, hogy száz és száz különféle betegség oka a fűző a gerincoszlop-ferdüléstől a rákon át egészen a nimfomániáig. Véleménye szerint az ezt hangoztató állítások jórésze olyan, a 18-19. században élt orvosok állítólagos szakvéleményén alapul, akiknek egyébként csődöt mondott a tudományuk.

## Ortopédiai fűző
Orvosi javallatra alkalmazott eszköz, gerinc-, hát- és derékproblémák kezelésére. Létezik a gyógyászati segédeszközök kategóriájába eső változata, melyet enyhébb esetekben, mint például derékfájás esetén alkalmaznak, illetve a súlyosabb elváltozások, például gerincferdülés, kezelésére ortopéd technikus által készített fűzők.

## Érdekességek
- A 18. században a fűzőket gyakran „stay”-nek nevezték az angolszász területeken, és bálnaszilából vagy nád merevítőkből készítették, a viselő társadalmi helyzetétől függően.[43]
- A viktoriánus korszakban egyes hölgyek olyan szorosra fűzték magukat, hogy gyakran elájultak – innen ered a „ájulós szalon” és a „szalon kanapé” kifejezés.[43]
- Léteztek kifejezetten terhes nők számára készült „maternity corset”-ek, amelyek állítható fűzőlyukakkal követték a növekvő has méretét.[44]
- A férfifűző divatja nemcsak a 18. századi úriemberek körében volt jelen: Napóleon és I. György brit király is viselt fűzőt, főként tartásjavító céllal.[43]
- A burleszk és kabaré világában a 19–20. század fordulóján a fűző ismét népszerűvé vált, ezúttal díszes, színpadi ruhadarabként.[45]
- A bálnaszila használata a 19. század végére a túlhalászat miatt visszaszorult, helyét a spirálrugós acélmerevítő vette át.[43]
- A modern „waist trainer” eszközök alapvetően eltérnek a történelmi fűzőktől, és inkább marketingfogásnak számítanak, mint valódi derékformálónak.[46]